# Buciumeni, Ilfov
Buciumeni este un sat ce aparține orașului Buftea din județul Ilfov, Muntenia, România.

 Acest articol despre o localitate din județul Ilfov este deocamdată un ciot. Puteți ajuta Wikipedia prin completarea lui.